# Higuera de Llerena (ort)
Higuera de Llerena är en ort i Spanien.   Den ligger i provinsen Provincia de Badajoz och regionen Extremadura, i den sydvästra delen av landet, 300 km sydväst om huvudstaden Madrid. Higuera de Llerena ligger 523 meter över havet och antalet invånare är 401.
Terrängen runt Higuera de Llerena är platt åt sydväst, men åt nordost är den kuperad. Runt Higuera de Llerena är det mycket glesbefolkat, med 3 invånare per kvadratkilometer. Närmaste större samhälle är El Casar, 18,5 km norr om Higuera de Llerena. Trakten runt Higuera de Llerena består till största delen av jordbruksmark.